# 다카나베번
타카나베번(일본어: 高鍋藩 たかなべはん[*])은 휴가국에 존재했던 번이다. 현재의 미야자키현 코유군의 동부 (타카나베쵸, 카와미나미쵸, 키죠쵸, 츠노쵸, 휴가시의 미미츠)와 쿠시마시, 미야자키시 (우류노, 쿠라오카의 일부), 쿠니토미쵸 (키와키)를 다스리고 있었다. 번청은 타카나베성 (미야자키현 코유군 타카나베쵸)이다. 타카나베의 땅은 초기에는 타카라베(財部)라고 했기 때문에, 타카라베번(일본어: 財部藩 たからべはん[*])이라고도 불렸다.

## 개요
아키즈키씨는 원래 치쿠젠국 아키츠키를 다스렸지만, 도요토미 히데요시의 큐슈 정벌 때, 당시 당주 아키즈키 타네자네가 시마즈씨에 대항하고 저항해, 후에 히데요시에게 공순했다. 이로써 휴가국 쿠시마 3만석으로 이봉되었다. 타네자네는 한창 때 30만석 이상의 영지를 지배하였기 때문에 대폭적인 감봉이라 할 수 있다.
게이초 5년 (1600년)의 세키가하라 전투 때, 아키즈키 타네나가는 서군을 대신해 오가키성을 수비하고 있었지만, 9월 15일의 세키가하라 본전에서 서군이 괴멸하자 재빨리 배신하고 동군으로 바꿨고, 오가키성에 있던 서군의 여러 장수들을 살해하고 개성했기 때문에, 영지를 안도받았다. 그 후, 게이초 9년 (1604년)에 거성을 타카라베성(타카나베성)으로 옮기고, 정확하게는 이 시점부터 타카나베번이 성립했다고 말할 수 있다.
2대 타네하루는 가로 시라이 타네모리・타네시게 부자에 의한 전횡에 계속 시달렸다. 또한, 재정이 핍박해지고 지행의 반감 등이 되어 번사의 녹봉은 최고 많이 받는 사람도 3백석도 안됐었다.
3대 타네노부는 그 시라이 일파의 전횡에 의해 생긴 문제 (우에가타 시타가타 소동)를 해결해, 악화된 번 재정의 회복에도 임했다. 엔호 원년 (1673년), 타카라베에서 타카나베로 성의 이름을 바꿨다.
4대 타네마사는 겐로쿠 2년 (1689년)에 동생 타네쿠니에게 3천석을 분봉해줬기 때문에 표고는 2만 7천석이 되었다.
에도 시대 중기, 6대 타네미츠의 차남은 요네자와번 (우에스기가)에 들어가, 명군으로 유명한 우에스기 요잔 (하루노리)이 되었고, 형인 7대 타네시게도 타카나베번의 역대 번주 중 명군으로서 치적을 올렸다. 안에이 7년 (1778년)에 번교 메이린도(明倫堂)를 열었다.
아키즈키가는 10대에 걸쳐 타카나베를 지배했고, 메이지 시대를 맞이했다.
메이지 4년 (1871년), 폐번치현에 의해 타카나베번이 된다. 그 후, 미미츠현, 미야자키현, 가고시마현을 거쳐 가고시마현에서 분리, 미야자키현에 편입되었다. 번주 가문은 메이지 2년에 화족이 되었고, 메이지 17년 (1884년)에 자작이 되었다.
타카나베번은 번교 메이린도를 설립하여 번사 교육에 열심이었기 때문에 "교육의 번"으로도 알려져있으며, 인근 여러 번들 사이에서 "타카나베에서 학자 행세하지 말라"고 할 정도로 번사 교육 수준이 높았다.

### 번 목장과 미사키우마
에도시대 초기에는, 타카나베번도 다른 번과 마찬가지로 군사용 기마나 운반용으로 축산을 추진했다. 특히 말 생산에 주력한 목장이 번의 번지였던 미사키마키 (현 미야자키현 쿠시마시 都井)에 있었다. 타네미츠 시대에는 번이 운영하는 목장이 타카나베에 1곳, 쿠시마시에 7곳 있었다. 이 무렵부터 방목하고 있어, 그대로 반야생화하고 있는 것이 都井岬의 미사키우마(御崎馬)이다. 국가천연기념물로 지정되어 있다. 타카나베번에서는 매년 가을 무렵 「말 쫓기(駒追い)」 (말을 검사할 겸 2세의 숫말을 잡는 행사)가 행해졌다.명목은 조금 달라졌지만 「都井岬馬追い」으로서 현재도 매년 계속되고 있다.

## 번 저택 및 에도 보다이지
에도 번저택은 아자부 학쇼쵸에 카미야시키, 쵸쟈가마루에 시모야시키가 있었다. 또, 오사카 번저택은 에도호리 4초메에 있었다. 또, 에도 보다이지는 시모타니에 있던 임제종 다이토쿠지파 엔만산 코토쿠지이다.

## 역대 번주
아키즈키가
토자마 다이묘 3만석 → 2만 7천석
1. 아키즈키 타네나가
2. 아키즈키 타네하루
3. 아키즈키 타네노부
4. 아키즈키 타네마사
5. 아키즈키 타네히로
6. 아키즈키 타네미츠/타네미
7. 아키즈키 타네시게
8. 아키즈키 타네노리
9. 아키즈키 타네타다
10. 아키즈키 타네토미

## 번사의 신분
번내에서 신분의 상하 및 녹봉을 아래에 서술한다. 상사에게는 녹봉에 상당하는 부지미가 지급되고 , 그 이하는 지카타(地方)라 하여, 농지를 수여받고 스스로 경작하는 형식이었다. 이 밖의 외부 음식 (부식물, 조미료, 신탄), 절미, 밭지물(보리) 등이 지급되었다.
- 상사(上士) (기마 및 쥬샤에게 창을 들게 하는 것이 허락된 신분. 큐진과 코규가 여기에 해당한다)
  - 큐진(給人) : 사무라이 계급에서 가장 높은 계급으로, 녹봉은 60~300석
  - 코규(小給) : 원래 명칭은 오코쇼(大小姓). 녹봉은 30~60석
- 츄고쇼(中小姓) : 전쟁 시의 번주의 친위대를 담당하는 입장. 녹봉은 15~50석
- 카치(徒士) : 녹봉 10석~35석
- 아시가루 : 카치 이상의 제번사의 4배가 되는 호수가 존재하며, 총, 활, 창 등의 각자 역할로 나뉜다. 녹봉은 3~8석. 박봉이기 때문에 스스로 경작해서 먹고 살기에 이름.
- 의사 : 큐진 급, 코규 급, 츄고쇼 급으로 나뉘며, 부지미를 지급받음
- 쿠미하즈레(組外) : 차스님(茶坊主), 북스님(太鼓坊主), 코반(小番) 등 사무라이에도 아시가루에도 속하지 않는 사람들. 2~15석의 녹봉을 받는 사람이 가장 높지만, 코반 2량을 받는 사람이 많았다.
- 쇼쿠닌 : 대장간, 목수, 미장, 경사옥 등 기타. 부지미를 지급받음.

## 막부 말기의 영지
- 휴가국
  - 우스키군 1개 마을
  - 나카군 18개 마을 (제 1차 부현 통합 당시 미야코노죠현에 편입)
  - 코유군 33개 마을
  - 미야자키군 1개 마을
  - 모로카타군 7개 마을

## 같이 보기
- 폐번치현